# 保良局第一張永慶中學

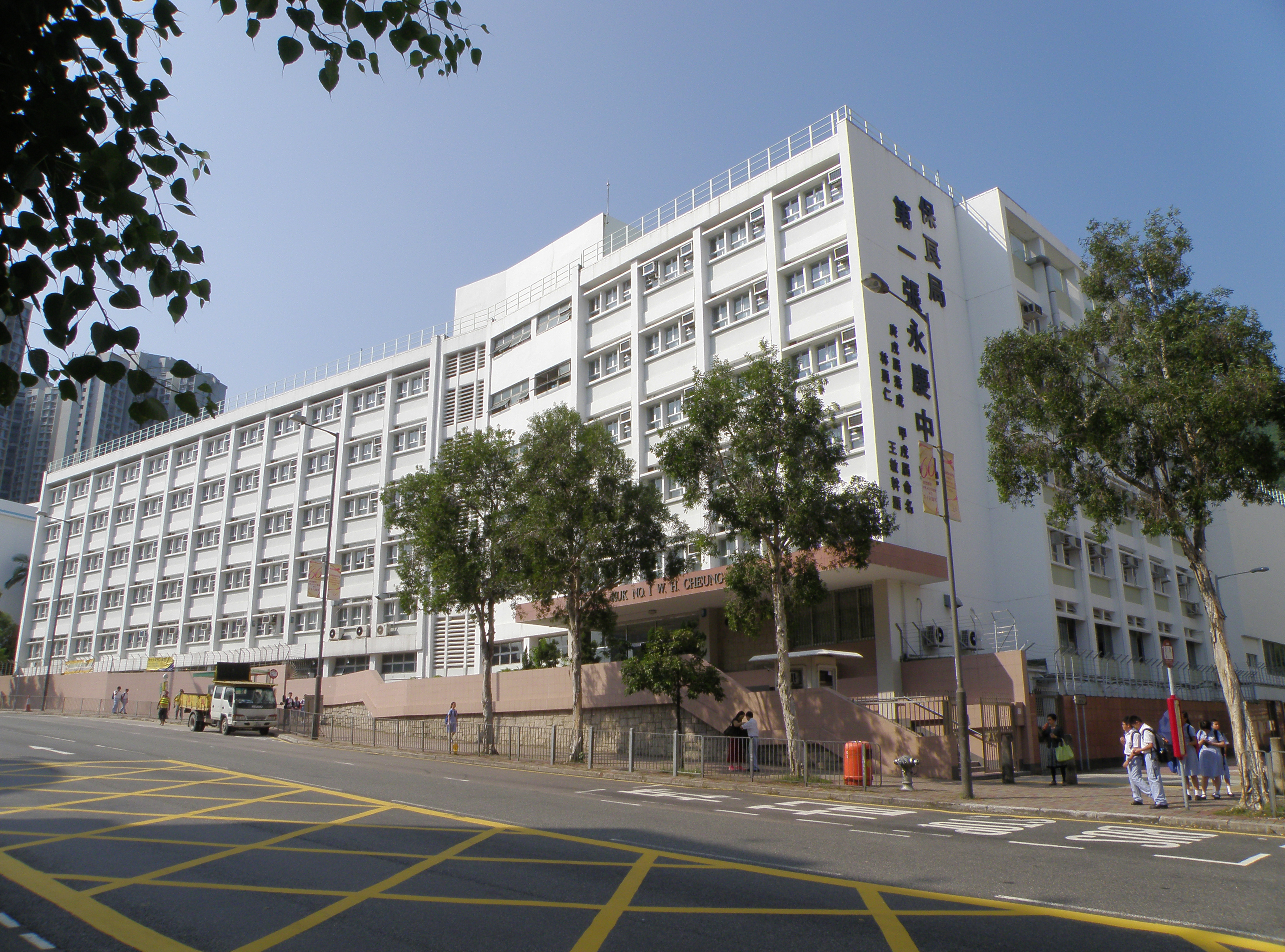
翻油前

保良局第一張永慶中學（簡稱保一或保良一中）是保良局轄下第一間中學，位於蒲崗村道，採用英語教學， 於文憑試中學生考獲佳績，是黃大仙區內的傳統名校。

## 歷史
- 為配合政府當年推動中學教育，保良局開始計畫成立第一間中學。
- 1967年，政府分配鑽石山墳場側50,000平方米土地給予保良局作發展用途，保良局利用這塊土地，成立了第一間中學，名為保良局聯誼會第一中學。該校得到保良局總理聯誼會第四小學（現已分拆為保良局何壽南小學及保良局錦泰小學）提供課室，在九月開辦中一至中三的課程，一共12班。
- 1971年，該校正式成立。一年之後，該校的施工工程結束。
- 1973年2月21日，香港總督麥理浩爵士親臨該校進行開幕儀式。
- 1988年，所有課室以及特別室都安裝冷氣設施。
- 1994年，該校得到張永慶基金的贊助，校園環境得以改善。
- 為了紀念張永慶先生為該校的發展作出的貢獻，該校正式改名為保良局第一張永慶中學[1]。
- 2010年，決定於新翼旁邊停車場空地再加建新翼。2011年大樓落成，並命名為「顏顏寶鈴大樓」，以紀念顏顏寶鈴女士為興建此幢新翼所作的$500,000捐獻。

## 公開考試佳績
在歷屆香港中學會考及香港中學文憑考試，保良局第一張永慶中學是產生最多會考「10A狀元」及文憑試「7科5**狀元」（在甲類科目中至少3個選修科及4個核心科獲得5**成績）的學校之一。截至2024年，共有2位，其中1位會考「10A狀元」及1位文憑試「7科5**狀元」，排名全港第23。
香港中學會考「10A狀元」
- 2000年：何雅欣  [4]

香港中學文憑考試「7科5**狀元」
- 2012年：經過成績覆核，陳思凱於香港中學文憑考試（HKDSE）勇奪八個5**，成為首屆香港中學文憑考試超級狀元之一，於香港大學修讀法學士。[5]

## 設施
該校裝有冷氣設備，並設有多媒體教學中心及語言實驗室、互聯網室、會議室、圖書館、特別教室、飯堂、有蓋操場、籃球場、排球場、高爾夫球練習場、羽毛球場、多用途「仿冰場」。

## 新高中課程
- 以中文為教學語言：中國語文、中國歷史、中國文學、公民與社會發展
- 以英文為教學語言：英國語文、數學、地理、經濟、數學延伸部分（單元二）、生物、物理、化學、「企業、會計與財務概論」、資訊及通訊科技、歷史、視覺藝術、音樂、體育
- 按班別／組別訂定教學語言：無

## 組織

### 學生會
學生會每年都會舉辦各項活動。

### 領袖生
領袖生負責執行學校所訂立的校規。

### 四個社別
學生在入學時會按註冊先後輪流派往四個社別，分別是紅、黃、綠和藍社。

## 社際比賽
各社際比賽各佔一定比重，四社按比賽勝負獲得一定分數，學年底結算，分數總和最高的社別獲得全年總冠軍。

### 學校運動會

#### 水運會
每年一次的水運會於九月或十月於摩士公園游泳池或觀塘游泳池舉行，為期一天。

#### 陸運會
每年一次的陸運會於三月於斧山道運動場舉行，為期兩天。

### 球類競技
- 排球比賽
- 乒乓球比賽
- 羽毛球比賽
- 足球比賽
- 籃球比賽

### 學術比賽
- 合唱比賽（中一學生必須參與）
- 社際英語問答比賽
- 電子賀卡設計比賽
- 班際英文辯論比賽

## 香港傑出學生選舉
截至2023年（第38屆），在香港傑出學生選舉共出產1名香港傑出學生。

## 歷任校長
| 任次 | 校長                                                            | 任期      |
| ---- | --------------------------------------------------------------- | --------- |
| 1.   | 鄭德建先生（Mr. Michael T. K. CHENG）                           | 1971–2001 |
| 2.   | 周楚成先生（Mr. Chau Chor Shing）                               | 2001–2023 |
| 3.   | 梁玉冰女士（Ms. Leong Yuk Ping） （由同系保良局姚連生中學平調） | 2023–     |

## 著名現任/前任教師
- 林婷婷：無綫新聞明珠台記者及新聞主播（2015年至2018年、任教英文科教師）

## 著名/傑出校友
政界
- 黃錦星，GBS，JP：前環境局局長
- 邱騰華，GBS，JP：前行政長官辦公室主任、前環境局局長及前商務及經濟發展局局長
- 胡英明，SBS，CSDSM：廉政專員、前懲教署署長
- 阮國恒，JP：香港金融管理局副總裁
- 傅小慧，JP：政制及內地事務局常任秘書長
- 黎志華，JP：財經事務及庫務局常任秘書長（庫務）
- 葉李杏怡，JP：運輸及物流局前副秘書長
- 吳超覺，CSDSM：懲教署副署長（行動及策略發展）、前香港國際球證
- 丘樹春：廉政公署執行處首長
- 陳偉偉：勞工及福利局康復專員
- 趙佐達：通訊事務管理局通訊事務副總監（電訊）
- 黎細明：勞工處助理處長（政策支援）
- 楊思翔：土木工程拓展署高級工程師
- 司徒凝樂：律政司高級政府律師
- 馬桂榕，JP：前工業貿易署中小企業客戶聯絡小組主席
- 屈俊樂：申訴專員公署調查主任
- 蔡耀昌：前支聯會副主席、民主黨成員
- 李志恒：中西區區議員（地區委員會）

工商界
- 陳凱韻（甘比）︰華人置業執行董事兼行政總裁
- 鄭錦華︰富城集團董事總經理
- 董子豪：新鴻基地產及新意網集團有限公司執行董事、上海市閔行區政協委員
- 蔣東強：中電控股首席執行官、前中華電力有限公司總裁
- 黃耀傑：昆侖控股集團總裁及首席財務官、香港大學校董
- 陳家英：摩根大通銀行董事總經理
- 曾超泰：香港上海滙豐銀行環球銀行及資本市場聯席總監
- 梁偉泉：科利實業控股集團有限公司獨立非執行董事
- 李健，MH：中電源動集團財務總監，香港理工大學司庫
- 葉曉慧：妳想煮意Festyle創辦人
- 葉文琪：喵坊聯合創辦人

教育界
- 郭予光：香港都會大學副校長（研究及學生發展）、電腦工程學講座教授
- 莫仲輝，BBS，MH，JP：前佛教孔仙洲紀念中學校長
- 黃浩潮：前保良局第一張永慶中學副校長、香港中文大學新亞書院校董
- 成英愉：香港紅十字會雅麗珊郡主學校校長
- 劉志聰：保良局教育總主任（小學及特殊教育）
- 鍾志樂：教育心理學家
- 連文嘗：前培僑小學校長[11]

醫學界
- 吳豐謙：香港大學名譽臨床副教授、九龍西聯網放射診斷及介入治療科顧問醫生
- 李健民：香港牙醫管理委員會主席
- 蘇惠林：婦產科專科醫生
- 陳君賜：香港中文大學醫學院助理院長（外務）、化學病理學系教授、威爾斯親王醫院化學病理學部門主管
- 羅敏聰：香港大學名譽臨床助理教授、香港中文大學名譽臨床助理教授、明愛醫院泌尿科副顧問醫生
- 樊倩英：腦神經科專科醫生
- 陳嘉怡：香港中文大學精神科名譽臨床助理教授
- 蘇健武：香港中文大學兒科名譽臨床助理教授、兒科專科醫生
- 梁子恆：紅十字會東九龍總部醫務主任、香港中文大學醫院急症科專科醫生

演藝界
- 鄭希怡：歌手
- 駱振偉：節目主持
- 陳曉琪：創作歌手
- 梁兆輝：香港電台前節目主持人及唱片騎師
- 凌東成：音樂製作人
- 林榮燦：香港小交響樂團大號首席

體育界
- 陳焜傑：無綫新聞部首席體育記者及主播

其他
- 梁領彥：會考9A狀元九巴車長、九巴助理總監（策略規劃）[12]
- 梁曙曦：前賽馬會耆智園服務部主管
- 盧嘉雯（小書）：「十本好讀」獲獎作家